# Li Jun (waterpoloër)
Li Jun (Hunan, 18 oktober 1980) is een Chinees waterpolospeler.
Li Jun nam als waterpoloër één keer deel aan de Olympische Spelen in 2008. Op de Aziatische Spelen 2006 won hij de gouden medaille .